# Blas Cerdeña
Blas Cerdeña , född 2 februari 1792 i Gran Canaria, död  11 november 1854 i Lima, var en spansk militär, naturaliserad peruan. Han började sin karriär inom spanska armén och blev officer i Numanciabataljonen. Med denna gick han med i befrielsearmén som bildades av José de San Martín 1820, och kämpade sedan för Perus självständighet. Efter detta fortsatte han att tjäna den peruanska republiken. Hans sista militära insats var i leden för Peru-bolivianska konfederationen, ledd av Andrés de Santa Cruz (1836-1839). Han hedrades med rangen Gran Mariscal (fältmarskalk).

## Biografi

### Inkorporering i den spanska armén
Blas Cerdeña var son till José Cerdeña och Teresa de Ayala. Med sina föräldrar flyttade han till Amerika 1809 och bosatte sig i Caracas, där hans familj idkade handel. Efter utbrottet av den venezuelanska självständighetsrörelsen som ursprungligen leddes av Francisco de Miranda, gick han med i den rojalistiska armén som kadett (1812). Han blev befordrad till löjtnant och införlivades i Numanciabataljonen, som leddes av general Pablo Morillo (1815).

### Självständighetsarmén
Han överfördes till Quito med sin bataljon och gifte sig där med doña Josefa Gómez de la Torre Paz, som var 42 år gammal, den 23 mars 1819. Han flyttade sedan till Peru, var en av initiativtagarna till att bataljonen förenade sig med självständighetssidan. Den 3 december 1820 anmälde sig Cerdeña tillsammans med andra officerare vid den kasern som José de San Martín hade inrättat i Huaura.
Väl införlivad i Perus befrielsearmé befordrades Cerdeña till sargento major. Han deltog i general Juan Antonio Álvarez de Arenales andra bergskampanj och i första belägringen av Callao.
Befordrad till överstelöjtnant 1822, gick Cerdeña med i Peruanska legionen, och deltog i andra mellankampanjen, ledd av general Andrés de Santa Cruz mot södra Peru, där spanjorerna fortfarande gjorde motstånd. Under slaget vid Zepita (25 augusti 1823) utmärkte han sig, men skadades allvarligt och togs tillfångatogs. Han blev utväxlad efter sex månader, och med rang av överste presenterade han sig vid Bolívars högkvarter i Pativilca. På grund av sin dåliga hälsa kunde han inte tjänstgöra i armén och var tvungen att acceptera posten som intendent i departementet Lambayeque, med uppdrag att påskynda rekryteringen och samla in förnödenheter.
Efter självständighetskrigets slut efter slaget vid Ayacucho gick han i pension på grund av funktionshinder (1825). Han tjänstgjorde som underprefektur för departementet Ica och administrationen av tullen i Lima. 
Den 30 juni 1826 befordrades han till general och återvände till tjänst som befälhavare för vaktdivisionen (División de la Guardia). 1828 marscherade han norrut i början av kriget mellan Storcolombia och Peru. Han ledde andra divisionen i slaget vid Tarqui (27 februari 1829). Han bidrog sedan till att hålla stånd vid torget i Guayaquil. När president José de La Mar störtades mitt i konflikten, förblev han general i den norra armén, medan general Agustín Gamarra flyttade till Lima för att ta över regeringen.
Redan som divisionsgeneral anförtroddes han militärledningen för departementen Junín och Ayacucho. I denna egenskap deltog han i president Gamarra marsch för att slå ner överste Gregorio Escobedos federalistiska uppror. Han tjänstgjorde sedan som prefekt för Cusco (1830–1831), och för Arequipa (från 15 januari till 13 december 1831).
Cerdeña återvände till Lima, där han blev inblandad i en konspiration och arresterades. Han spärrades in i närheten av Trujillo, i norra Peru (1832). När general Luis José de Orbegoso valdes till provisorisk president (1833), stödde han dennes auktoritet mot general Pedro Bermúdezs uppror. Han deltog i slaget vid Huaylacucho (17 april 1834) och var närvarande vid omfamningen vid omfamningen vid Maquinhuayo (24 april samma år), som satte stopp för inbördeskriget.
Den 18 oktober 1834 återupptog han prefekturen Arequipa och när detta departement kom under Orbegosos myndighet, utnämndes han till arméns stabschef och befordrades till marskalk (7 maj 1835). Han ställde sig omedelbart på konfederationens sida för att upprätta den Peru-bolivianska konfederationen, underställd den bolivianske presidenten Andrés de Santa Cruz, och stred mot den peruanske ledaren Felipe Santiago Salaverry.
Cerdeña utmärkte sig i slaget vid Yanacocha (13 augusti 1835), där han, som befäl över sin division, vände till en triumf vad som för Santa Cruz´ armé redan tycktes vara ett nederlag. Han deltog sedan i slaget vid Uchumayo-bron, i Arequipa (4 februari 1836), där en kula passerade genom hans överkäke, under näsan och gick ut genom örat. Tack vare ett snabbt ingripandet av den franske kirurgen kunde Cerdeña återhämta sig, varvid käken rekonstruerades med en avgjutning i silver.

Konfederationens flagga.

Några dagar efter slaget vid Uchumayo fick Santa Cruz sin definitiva seger i slaget vid Socabaya, varefter Salaverry togs tillfånga och arkebuserades efter en summarisk rättegång. Sedan bildades Peru-bolivianska konfederationen, ledd av Santa Cruz som högsta beskyddare.
Cerdeña övertog återigen prefekturen Arequipa den 13 september 1836. När Arequipa hade intagits av de peruansk-chilenska konfederationsstyrkorna organiserade han Arequipamilisen. Kriget slutade med nederlag för Santa Cruz och konfederationen i slaget vid Yungay (20 januari 1839). Santa Cruz flydde till Lima och sedan till Arequipa där Cerdeña tog emot honom. De bestämde sig båda för att gå i exil. Tillsammans med andra officerare gick de ombord på den engelska fregatten Sammarang och begav sig till Guayaquil.
Cerdeña ströks ur rullorna, liksom många andra officerare som hade tjänat konfederationen, men 1845 beviljades han amnesti. Efter det levde han som pensionerad.
Han dog i Lima 1854, och begravdes i Iglesia de La Merced. Virgen de la Merced är skyddshelgon för Perus väpnade styrkor.